# Lichtenbergova figura
Lichtenbergove figure so razvejana električne razelektritve (električna drevesa), ki se včasih ohranijo na površini ali v notranjosti trdnega dielektrika. Imenujejo se po nemškem fiziku Georgu Christophu Lichtenbergu, ki jih je prvi odkril in raziskoval.
Lichtenberg je leta 1777 zgradil velik elektrofor, da bi prek indukcije proizvajal visokonapetostno statično elektriko. Z napravo je odkril osnovno načelo sodobne tehnologije kserografskega kopirnega stroja. Z razelektritvijo visokonapetostnega vira blizu izolatorja je lahko opazoval žarkast vzorec. Lichtenbergove figure obravnavamo danes kot fraktale. Odkritje figur je bilo predhodnica sodobne plazemske fizike. Ob odkritju so verjeli, da bodo njihove značilne oblike pomagale razodeti naravo pozitivnih in negativnih električnih »izločin«.